# Adrià Margarit i Coll
Adrià Margarit i Coll (1851 - 1908) fou un notari, cofundador, amb el doctor Andreu, de la Societat Urbanitzadora del Tibidabo. L'any 1980, l'ajuntament de Barcelona li dedicà un carrer al districte de Sarrià-Sant Gervasi.